# Tony Boselli
Don Bosco Anthony Boselli Jr. (Modesto, California, 17 de abril de 1972), más conocido como Tony Boselli, es un exjugador profesional estadounidense de fútbol americano que se desempeñó en la posición de tackleador en la National Football League (NFL). Es miembro del Salón de la Fama del Fútbol Americano Profesional.

## Carrera
Boselli jugó como profesional siete temporadas en Jacksonville Jaguars (1995-2001), equipo en el que se retiró.

## Reconocimiento
En 2022, ingresó como miembro al Salón de la Fama del Fútbol Americano Profesional.